# Giorgio di Grecia
Giorgio di Grecia e Danimarca, (in greco moderno:  Γεώργιος της Ελλάδας) (Corfù, 24 giugno 1869 – Saint-Cloud, 25 novembre 1957), era il secondo figlio del re Giorgio I di Grecia e della granduchessa Ol'ga Konstantinovna Romanova; è ricordato soprattutto per aver salvato la vita del futuro imperatore di Russia, Nicola II. Ricoprì la carica di alto commissario di Creta durante la transizione dell'isola verso l'indipendenza dal governo ottomano e l'unione con la Grecia. In famiglia era colloquialmente soprannominato Uncle Goggy (Zio Goggy).

## Biografia

### Giovinezza
Giorgio nacque nel 1869 a Villa Mon Repos, residenza estiva della Casa reale a Corfù, secondo figlio di Giorgio I di Grecia e della Granduchessa Ol'ga Konstantinovna; il padre, nato principe danese, era stato eletto re degli Elleni nel 1863 e aveva sposato Ol'ga, nipote di Nicola I di Russia, nel 1867 ed insieme avevano avuto otto figli, difatti il principe Giorgio aveva quattro fratelli, Costantino, Nicola, Andrea, Cristoforo e tre sorelle, Alessandra, Maria ed Ol'ga, morta a soli tre mesi d'età.
Il principe Giorgio crebbe assieme ai fratelli fra il Palazzo reale e Tatoi, residenza estiva fuori Atene, venendo educato secondo la religione greco-ortodossa, come voleva la costituzione e lo stesso padre Giorgio I, imparando la lingua greca, inglese, francese, danese e tedesca. Nel 1883 Giorgio fu mandato dai genitori in Danimarca, dove fu posto sotto la guida del nonno Cristiano IX ma soprattutto dello zio Valdemaro, ammiraglio della flotta danese, il quale aveva il compito di arruolare il nipote nella marina reale danese . In tali circostanza il principe greco si sentì abbandonato dai genitori e avrebbe descritto alla sua fidanzata il profondo attaccamento che sviluppò per lo zio Valdemaro, a partire da quel momento: «Da quel giorno, da quel momento in poi, io lo amai e non ebbi alcun altro amico a parte lui [...] Lo amerai anche tu, quando lo incontrerai».[2] Nel 1891 Giorgio accompagnò lo Zarevic di Russia, cugino e futuro Nicola II, nel suo viaggio in oriente salvandolo da un tentativo di attentato, avvenuto in Giappone, che passò alla storia come l'incidente di Ōtsu.

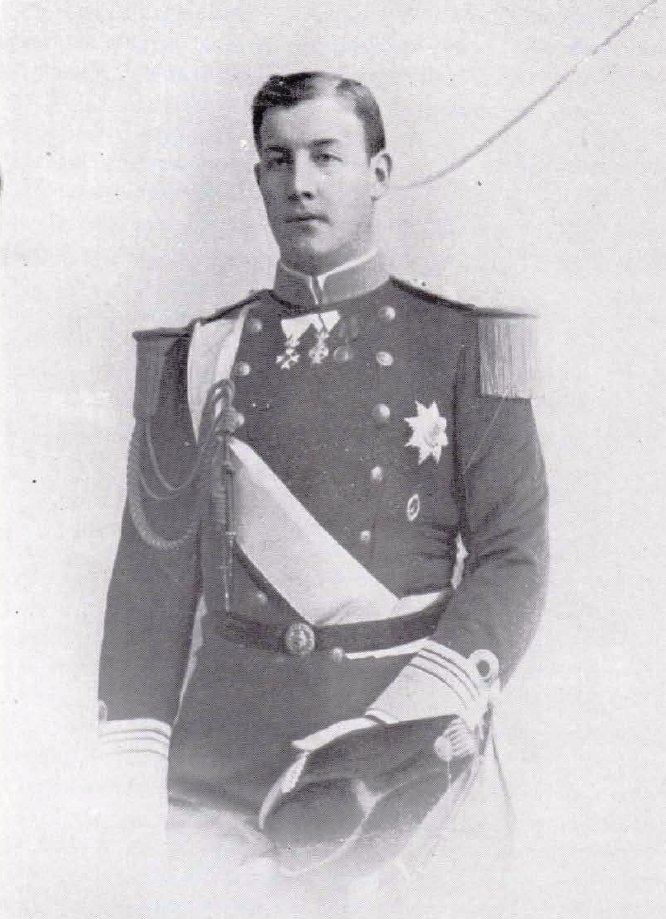
Giorgio di Grecia nel 1890.

Assieme ai fratelli Costantino e Nicola, partecipò all'organizzazione dei Giochi della I Olimpiade, tenutisi ad Atene, egli in particolare prestò servizio come presidente della sub-commissione per gli sport nautici. 

### Attività diplomatiche
Benché la maggior parte della Grecia moderna aveva ottenuto l'indipendenza a partire dal 1821, il territorio di Creta rimaneva ancora nelle mani dell'Impero ottomano; per tutto il resto del XIX secolo ci furono numerose ribellione e proteste sull'isola. Nel 1897 un'armata greca giunse a Creta e la occupò anche grazie all'aiuto delle grandi potenze che divisero il territorio in quattro aree d'influenza: britannica, francese, russa ed italiana. L'anno successivo le truppe turche vennero espulse e venne formato un governo nazionale, che però rimaneva ancora nominalmente sottò l'autorità ottomana, e il principe Giorgio fu nominato Alto commissario ed un'assemblea parlamentare islamico-cristiana venne in parte eletta ed in parte nominata. Questo non fu comunque sufficiente per soddisfare le richieste dei nazionalisti cretesi. Eleutherios Venizelos, futuro Primo ministro, fu il leader del movimento che puntava a riunire Creta al Regno di Grecia ed era divenuto membro dell'assemblea insulare appena creata; Giorgio e Eleutherios si ritrovarono ben presto in disaccordo poiché il principe, un convinto monarchico, assunse un potere assoluto, mentre Venizelos voleva condurre una politica del tutto opposta. 
Nel 1905 Venizelos convocò un'assemblea illegittima a Theriso, sulle colline vicino alla Canea, l'allora capitale cretese. Durante una rivolta la neo-cretese gendarmeria rimase fedele al principe Giorgio, difatti alle elezioni del 1906, la popolazione locale votò in maggioranza a favore di Giorgio di Grecia. Lo stesso anno però i diplomatici britannici negoziarono un compromesso e a settembre Giorgio venne rimpiazzato da Alexandros Zaimīs e lasciò Creta. Nel 1912 Giorgio affiancò il Ministero della Marina dato che il paese si stava preparando ad uno scontro imminente contro i turchi, guerre balcaniche; scoppiata la guerra, prestò servizio come Aiutante di campo di re Giorgio I il quale però venne assassinato nel 1913. Il principe greco si recò a Copenaghen per sistemare gli affari finanziari del padre, in quanto egli non aveva mai cessato di essere principe di Danimarca .

### Matrimonio

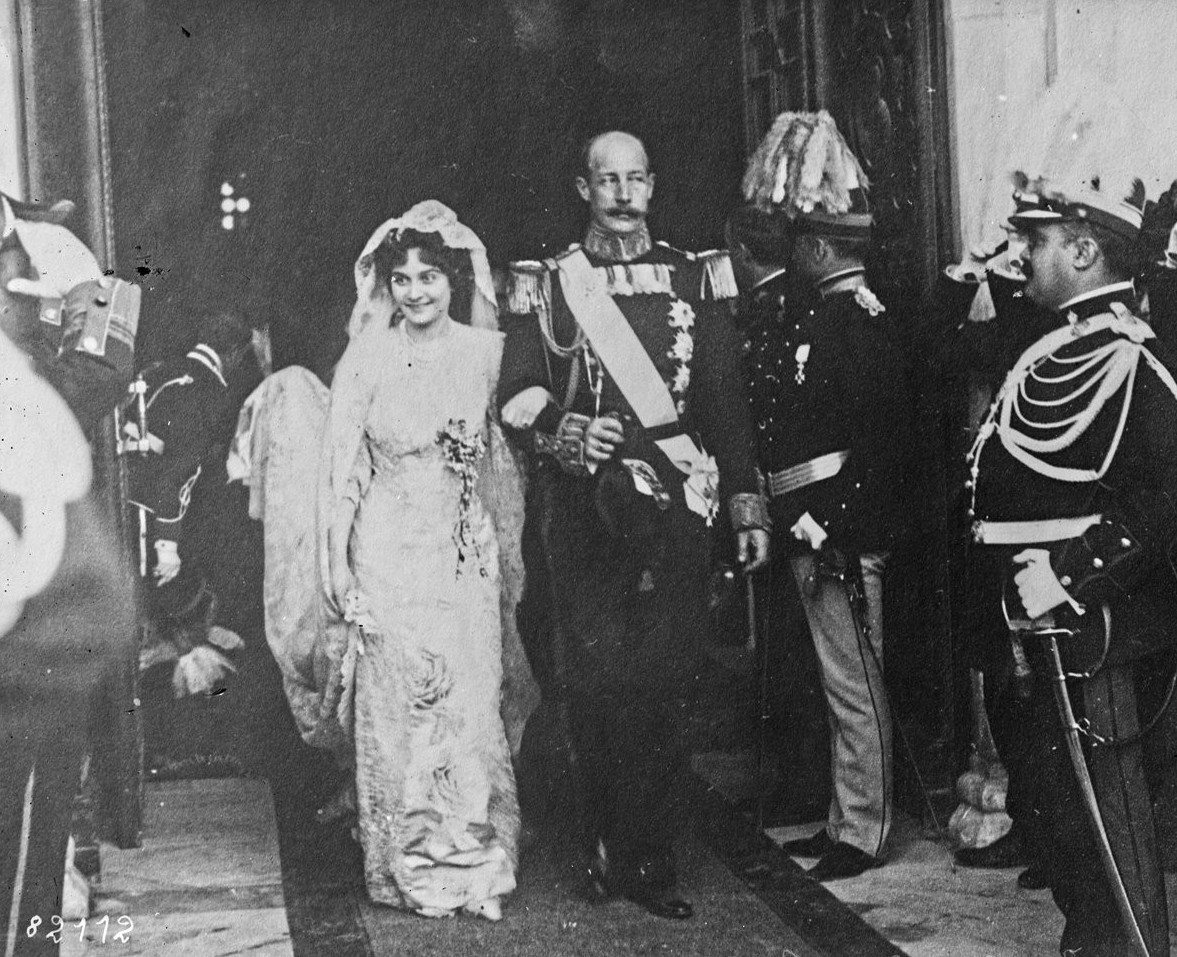
Giorgio e Maria nel giorno delle nozze, 21 novembre 1907.

Nel settembre 1906 re Giorgio incontrò il principe Rolando Napoleone Bonaparte ad un pranzo a Parigi e si accordarono ad un possibile matrimonio fra i loro figli; il principe greco conobbe così la principessa Marie Bonaparte che da parte di madre era erede della fortuna dei Blanc, proprietari del casinò di Montecarlo. Giorgio e Maria si sposarono civilmente a Parigi il 21 novembre 1907 e a dicembre seguì la cerimonia greco-ortodossa, durante la quale lo zio Valdemaro di Danimarca fece da koumbaros, ovvero testimone. La coppia ebbe due figli:
- Pietro (1908-1980), Principe di Grecia
- Eugenia (1910-1989), Principessa di Radziwiłł e Duchessa di Castel Duino

A marzo Maria era già incinta e così la coppia tornò in Francia per risiedervi, per poi andare a Bernsorff, dove visitarono Valdemaro e la moglie Maria d'Orléans, che si trovò in difficoltà a spiegare il forte legame che vi era fra zio e nipote. Questa intimità era tanto profonda che al termine di ognuna delle molte visite di Giorgio in Danimarca quest'ultimo scoppiava in lacrime ed il principe Valdemaro si ammalava; le due donne impararono perciò a pazientare e a non intromettersi nei momenti di incontro dei mariti.

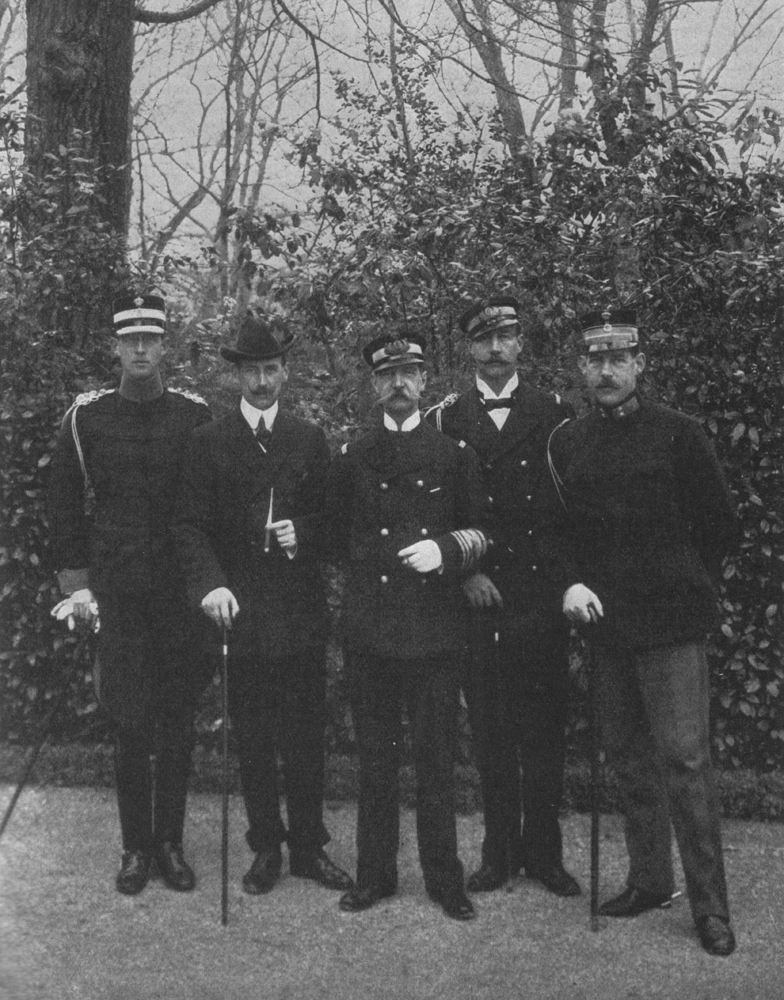
Giorgio assieme al padre e fratelli.

Durante la prima di queste visite, Maria Bonaparte e Valdemaro andarono immediatamente d'accordo ed iniziarono un rapporto molto stretto che lei desiderava di poter avere anche con il marito, il quale stava ad osservarli, seduto o sdraiato accanto ai due; in una delle visite successive Maria iniziò anche un appassionato flirt con il principe Aage, il figlio maggiore di Valdemaro. In nessuno dei casi Giorgio mostrò di avere obiezioni circa il comportamento della moglie o si sentì obbligato a dare peso alla questione. Ciononostante Giorgio trovò il modo di esprimere alla moglie le proprie critiche sul comportamento della zia, la quale, secondo le sue accuse, beveva troppo ed aveva una relazione con lo stalliere del marito; Maria, d'altronde, non trovò nessuna colpa in Maria d'Orléans, anzi ne ammirò la pazienza e l'indipendenza in circostanze che, nel suo caso, le causavano sentimenti di smarrimento e straniamento dal marito.
Dal 1913 all'inizio del 1916 la moglie di Giorgio portò avanti una amicizia, che poi si trasformò in una relazione extraconiugale fino al maggio 1919, con il primo ministro francese Aristide Briand; nel 1915 egli scrisse a Maria che, avendo conosciuto il principe Giorgio ed avendolo ritenuto simpatico, si riteneva colpevole per la loro segreta passione. Giorgio di Grecia tentò di persuaderlo che la sua nazione, ufficialmente neutrale durante la prima guerra mondiale (ma sospettata di nutrire simpatie per le potenze centrali), sperava in realtà in una vittoria degli alleati; si ritiene che egli avrebbe potuto influenzare Briand a supportare la disastrose spedizione alleata contro i turchi a Salonicco.

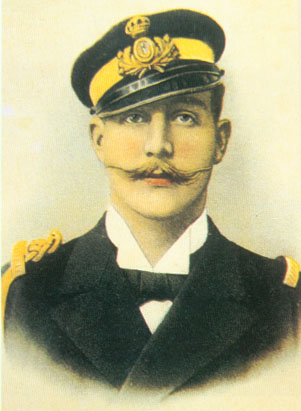
Giorgio in uniforme navale.

Quando nel luglio 1915 i principi ritornarono in Francia dopo una visita a Costantino I in Grecia, la relazione di Maria con Briand divenne nota e Giorgio dimostrò una gelosia contenuta. Fra il 1916 ed il 1917 la Grecia affrontò una grande crisi nazionale dovuto al fatto che re Costantino desiderava schierarsi a fianco dell'Impero tedesco, mentre il Primo ministro e la maggior parte della popolazione con gli Alleati e di conseguenza si sospettava che Briand avesse sedotto la principessa Maria nel futile tentativo di portare la Grecia dalla parte degli Alleati, oppure per ottenere aiuto a deporre re Costantino ed installare Giorgio sul trono greco. Benché fosse in termini di amicizia con il mentore della moglie, Sigmund Freud, nel 1925 Giorgio chiese a Maria di abbandonare il suo lavoro di psicanalista e di dedicarsi interamente alla vita famigliare, ma ella non accettò.

### Ultimi tempi e morte
Con la restaurazione della monarchia greca nel 1935, Giorgio e Maria ritornarono in Grecia dopo sedici anni. Nel 1938, quando Giorgio apprese dai quotidiani che il proprio unico figlio maschio, Pietro, aveva sposato una donna non nobile, Giorgio gli proibì di far ritorno a casa e si rifiutò di incontrarne la moglie. L'anno dopo lo zio Valdemaro morì. Partecipò alle nozze di Elisabetta e Filippo Mountbatten, suo nipote, e all'incoronazione di Elisabetta II nel 1953, venendo poi nominato Ammiraglio della Marina danese da re Federico IX di Danimarca nel 1949, in occasione dell'ottantesimo compleanno del principe greco.
Il 21 novembre 1957 Giorgio e Maria celebrarono le nozze d'oro ma quattro giorni più tardi il principe morì all'età di 88 anni, divenendo così uno dei membri più anziani della casata Schleswig-Holstein-Sonderburg-Glücksburg. Venne sepolto nel Cimitero reale di Tatoi, con le bandiera danese e greca, la fede nuziale, un ricciolo dei capelli ed una foto dell'amato zio Valdemaro e della terra di terra di Bernstorff.
In suo onore venne battezzata Georgioupoli, una località costiera tra La Canea e Retimo.

## Discendenza
Giorgio di Grecia e Marie Bonaparte ebbero due figli:
- Pietro (1908-1980) fu un antropologo e rinunciò ai propri diritti dinastici sul trono greco per sposare una donna comune;
- Eugenia (1910-1989) sposò nel 1939 il principe Dominic Radziwiłł, dal quale divorziò nel 1948; suo secondo marito fu il principe Raimondo della Torre e Tasso, duca di Castel Duino, sposato nel 1949 da cui si separò nel 1965.

## Ascendenza
|                                  |                    |                                | Genitori                                    |  |  | Nonni |  |  | Bisnonni                                                       |  |  | Trisnonni                                            |  |
|                                  |                    |                                |                                             |  |  |       |  |  | Federico Guglielmo di Schleswig-Holstein-Sonderburg-Glücksburg |  |  | Federico Carlo di Schleswig-Holstein-Sonderburg-Beck |  |
|                                  |                    |                                |                                             |  |  |       |  |  | Federico Guglielmo di Schleswig-Holstein-Sonderburg-Glücksburg |  |  | Federico Carlo di Schleswig-Holstein-Sonderburg-Beck |  |
|                                  |                    | Federica di Schlieben          |                                             |  |  |       |  |  | Federico Guglielmo di Schleswig-Holstein-Sonderburg-Glücksburg |  |  |                                                      |  |
| Cristiano IX di Danimarca        |                    |                                |                                             |  |  |       |  |  | Federico Guglielmo di Schleswig-Holstein-Sonderburg-Glücksburg |  |  |                                                      |  |
|                                  |                    | Luisa Carolina d'Assia-Kassel  | Carlo d'Assia-Kassel                        |  |  |       |  |  |                                                                |  |  |                                                      |  |
|                                  |                    | Luisa Carolina d'Assia-Kassel  | Carlo d'Assia-Kassel                        |  |  |       |  |  |                                                                |  |  |                                                      |  |
|                                  |                    | Luisa Carolina d'Assia-Kassel  | Luisa di Danimarca                          |  |  |       |  |  |                                                                |  |  |                                                      |  |
| Giorgio I di Grecia              |                    | Luisa Carolina d'Assia-Kassel  |                                             |  |  |       |  |  |                                                                |  |  |                                                      |  |
|                                  |                    | Guglielmo d'Assia-Kassel       | Federico d'Assia-Kassel                     |  |  |       |  |  |                                                                |  |  |                                                      |  |
|                                  |                    | Guglielmo d'Assia-Kassel       | Federico d'Assia-Kassel                     |  |  |       |  |  |                                                                |  |  |                                                      |  |
|                                  |                    | Guglielmo d'Assia-Kassel       | Carolina di Nassau-Usingen                  |  |  |       |  |  |                                                                |  |  |                                                      |  |
| Luisa d'Assia-Kassel             |                    | Guglielmo d'Assia-Kassel       |                                             |  |  |       |  |  |                                                                |  |  |                                                      |  |
|                                  |                    | Luisa Carlotta di Danimarca    | Cristiano VIII di Danimarca                 |  |  |       |  |  |                                                                |  |  |                                                      |  |
|                                  |                    | Luisa Carlotta di Danimarca    | Cristiano VIII di Danimarca                 |  |  |       |  |  |                                                                |  |  |                                                      |  |
|                                  |                    | Luisa Carlotta di Danimarca    | Carlotta Federica di Meclemburgo-Schwerin   |  |  |       |  |  |                                                                |  |  |                                                      |  |
| Giorgio di Grecia                |                    | Luisa Carlotta di Danimarca    |                                             |  |  |       |  |  |                                                                |  |  |                                                      |  |
|                                  | Nicola I di Russia | Paolo I di Russia              |                                             |  |  |       |  |  |                                                                |  |  |                                                      |  |
|                                  | Nicola I di Russia | Paolo I di Russia              |                                             |  |  |       |  |  |                                                                |  |  |                                                      |  |
|                                  | Nicola I di Russia | Sofia Dorotea di Württemberg   |                                             |  |  |       |  |  |                                                                |  |  |                                                      |  |
| Konstantin Nikolaevič Romanov    | Nicola I di Russia |                                |                                             |  |  |       |  |  |                                                                |  |  |                                                      |  |
|                                  |                    | Aleksandra Fёdorovna           | Federico Guglielmo III di Prussia           |  |  |       |  |  |                                                                |  |  |                                                      |  |
|                                  |                    | Aleksandra Fёdorovna           | Federico Guglielmo III di Prussia           |  |  |       |  |  |                                                                |  |  |                                                      |  |
|                                  |                    | Aleksandra Fёdorovna           | Luisa di Meclemburgo-Strelitz               |  |  |       |  |  |                                                                |  |  |                                                      |  |
| Ol'ga Konstantinovna Romanova    |                    | Aleksandra Fёdorovna           |                                             |  |  |       |  |  |                                                                |  |  |                                                      |  |
|                                  |                    | Giuseppe di Sassonia-Altenburg | Federico di Sassonia-Hildburghausen         |  |  |       |  |  |                                                                |  |  |                                                      |  |
|                                  |                    | Giuseppe di Sassonia-Altenburg | Federico di Sassonia-Hildburghausen         |  |  |       |  |  |                                                                |  |  |                                                      |  |
|                                  |                    | Giuseppe di Sassonia-Altenburg | Carlotta Georgina di Meclemburgo-Strelitz   |  |  |       |  |  |                                                                |  |  |                                                      |  |
| Alessandra di Sassonia-Altenburg |                    | Giuseppe di Sassonia-Altenburg |                                             |  |  |       |  |  |                                                                |  |  |                                                      |  |
|                                  |                    | Amalia di Württemberg          | Ludovico Federico Alessandro di Württemberg |  |  |       |  |  |                                                                |  |  |                                                      |  |
|                                  |                    | Amalia di Württemberg          | Ludovico Federico Alessandro di Württemberg |  |  |       |  |  |                                                                |  |  |                                                      |  |
|                                  |                    | Amalia di Württemberg          | Enrichetta di Nassau-Weilburg               |  |  |       |  |  |                                                                |  |  |                                                      |  |
|                                  |                    | Amalia di Württemberg          |                                             |  |  |       |  |  |                                                                |  |  |                                                      |  |